# Жизнь с идиотом
Жизнь с идиотом — опера Альфреда Шнитке по одноимённому рассказу Виктора Ерофеева.

## История создания
Идею оперы Шнитке подсказал Мстислав Ростропович. Либретто к опере написал сам Виктор Ерофеев; в качестве режиссёра был приглашён Борис Покровский, а художником стал Илья Кабаков.
Аллегория на советский гнёт, опера была впервые исполнена в Театре оперы и балета Амстердама 13 апреля 1992 года. В 1993 году опера была поставлена в Вене; отечественная премьера состоялась в Московском камерном музыкальном театре 30 июня 1993 года.

## Роли
| Роль          | Тип голоса | Исполняли на премьере Дирижёр: Мстислав Ростропович |
| ------------- | ---------- | --------------------------------------------------- |
| Я             | баритоны   | Дэйл Дюзинг/Ромен Бишофф                            |
| Жена          | сопрано    | Тереза Рингхольц                                    |
| Вова          | тенор      | Говард Хаскин                                       |
| Охранник      | бас        | Леонид Зимненко                                     |
| Марсель Пруст | баритон    | Робин Леггейт                                       |

## Сюжет
Опера представляет собой философскую притчу абсурдистского толка. Ключевой герой — Вова-идиот — своего рода аллюзия на Владимира Ленина, хотя его можно рассматривать как некий обобщённый образ тирана.

### Первый акт
В качестве наказания за то, что не работает достаточно усердно, власти приговорили «я» к жизни с идиотом. «Я» выбирает Вову из дурдома. Вова умеет говорить только одно слово: «Эх».

### Второй акт
Сначала Вова ведёт себя хорошо, но потом он вдруг начинает безобразничать, в том числе рвать принадлежащие жене копии работ Марселя Пруста. «Я» и его жена уезжают жить в другую комнату, и Вова успокаивается. Жена влюбляется в Вову и беременеет от него. Тогда Вова и «Я» восстают на жену. «Я» убивает её и становится идиотом.

## Записи
- Life with an Idiot (живая запись премьеры), Роттердамский филармонический оркестр, дирижёр Ростропович (запись компании Сони)